# سن کاندیدو
سن کاندیدو (به ایتالیایی: San Candido) یک منطقهٔ مسکونی در ایتالیا است که در تیرول جنوبی واقع شده‌است.

## خصوصیات
سن کاندیدو ۸۰٫۱ کیلومترمربع مساحت و ۳٬۱۷۵ نفر جمعیت دارد و ۱٬۱۷۵ متر بالاتر از سطح دریا واقع شده‌است.

## خواهرخوانده
شهر فرایزینگ خواهرخواندهٔ سن کاندیدو هست.